# 정윤 (1957년)
정윤(鄭潤, 1957년 4월 12일 ~ , 서울)은 대한민국의 공무원이다.

## 학력
- 1976년 : 경기고등학교 졸업
- 1980년 : 서울대학교 자원공학 학사
- 1982년 : 카이스트 재료공학 석사
- 1987년 : 셰필드대학교 신소재공학 석사
- 2004년 : 한양대학교 대학원 재료공학 박사

## 경력
- 1982.95 ~ 1985.11 : 과학기술처 연구개발조정실 금속사무관
- 1985.11 ~ 1991.04 : 과학기술처 기술정책실 기술이전담당관, 기술진흥담당관, 국제협력담당관
- 1985.11 ~ 1991.04 : 과학기술처 기술협력제3과 근무
- 1996.04 ~ 1996.08 : 주 중국 과학관 근무
- 1996.08 ~ 1997.12 : 과학기술처 기술협력제2과장, 기술협력총괄과장
- 1997.12 ~ 1999.06 : 과학기술부 우주항공연구조정관, 연구개발심의관
- 1999.06 ~ 2000.01 : 과학기술부 기초과학인력국장
- 2000.11 ~ 2002.12 : 과학기술부 연구개발국장
- 2003.01 ~ 2003.12 : 중앙공무원교육원 파견
- 2004.02 ~ 2004.11 : 과학기술부 연구개발국장
- 2004.11 ~ 2007.07 : 과학기술부 과학기술혁신본부 연구개발조정관
- 2007.07 ~ 2008.02 : 과학기술부 차관
- 2008.05 ~ 2008.08 : 한국과학문화재단 이사장
- 2008.09 ~ 2011.05 : 한국과학창의재단 이사장
- 2011.07 ~ 2013.02 : 전북대학교 재료과학과 석좌교수
- 2013.03 ~ 2021.03 : 한국과학기술원 부설 한국과학영재학교장

## 수상
- 1990년 : 대통령 표창
- 1993년 : 근정포장
- 2005년 : 황조근정훈장

| 전임 박영일 | 제24대 과학기술부 차관 2007년 7월 2일 ~ 2008년 2월 28일 | 후임 박종구(교육과학기술부 제2차관) 이재훈(지식경제부 제2차관) |